# Bitka pri Poitiersu
Za bitko Karla Martela proti muslimanom (Omajadom) pri Poitiersu leta 732 gl. bitka pri Toursu.
Bitka pri Poitiersu se je bila med Angleži in Francozi 19. septembra 1356. Predstavlja drugo od treh velikih angleških zmag v stoletni vojni; drugi dve sta bitka pri Crecyju in bitka pri Azincourtu.
Francoska vojska pod poveljstvom kralja Janeza II. in anglo-gaskonska sila pod Edvardom, Črnim princem, med stoletno vojno. Bitka se je odvijala v zahodni Franciji, 5 milj južno od Poitiersa, ko je približno 14.000 do 16.000 Francozov napadlo močan obrambni položaj, ki ga je držalo 6.000 Anglo-Gaskoncev.
Devetnajst let po začetku vojne je Črni princ, najstarejši sin in dedič angleškega kralja, začel veliko kampanjo v jugozahodni Franciji. Njegova vojska je korakala od Bergeraca do reke Loare, ki je niso mogli prečkati. Janez je zbral veliko in nenavadno mobilno vojsko ter zasledoval Edvardove sile. Anglo-Gaskonci so do takrat vzpostavili močan obrambni položaj blizu Poitiersa in po neuspešnih pogajanjih med obema stranema so jih Francozi napadli.
Prvi napad je vključeval dve enoti težko oklepne konjenice, močno silo samostrelcev ter veliko pehote in razoroženih vojakov. Anglo-Gaskonci, ki so se borili izključno peš, so jih odbili. Sledil je drugi francoski napad 4.000 peš vojakov pod Janezovim sinom in dedičem Karlom, dofenom. Po dolgotrajnem boju je bil tudi ta odbit. Ko se je dofenova divizija umaknila, je v francoskih vrstah nastala zmeda: približno polovica mož iz njihove tretje divizije, pod Filipom, vojvodo Orléanskim, je zapustila bojno polje in s seboj odpeljala vse štiri Janezove sinove. Nekateri, ki se niso umaknili s Filipom, so sprožili šibek in neuspešen tretji napad. Preostali Francozi so se zbrali okoli kralja in sprožili četrti napad proti zdaj že izčrpanim Anglo-Gaskoncem, spet vsi kot pehota. Francoski sveti prapor, Oriflamme, je bil razvit, kar je bil znak, da ne bo ujetnikov. Bitka se je ponovno začela, Francozi so počasi pridobivali premoč. Nato se je za Francozi pojavila majhna, konjeniška, anglo-gaskonska sila 160 mož, ki je bila prej poslana, da bi ogrozila francosko zaledje. Ker so verjeli, da so obkroženi, so nekateri Francozi pobegnili, kar je spravilo v paniko druge in kmalu se je celotna francoska sila sesula.
Janez je bil ujet, prav tako eden od njegovih sinov in med 2.000 in 3.000 vojaki. Približno 2.500 francoskih vojakov je bilo ubitih. Poleg tega je bilo ubitih ali ujetih bodisi 1.500 ali 3.800 francoskih navadnih pešakov. Preživeli Francozi so se razkropili, medtem ko so Anglo-Gaskonci nadaljevali svoj umik v Gaskonjo. Naslednjo pomlad je bilo dogovorjeno dvoletno premirje in Črni princ je pospremil Janeza v London. Po Franciji so izbruhnili populistični upori. Pogajanja za končanje vojne in odkupnino za Janeza so se vlekla. Kot odgovor je Edvard leta 1359 sprožil nadaljnjo kampanjo. Med tem sta se obe strani dogovorili in leta 1360 je bil sklenjen Brétignyjski sporazum, s katerim so bila velika območja Francije prepuščena Angliji, da bi jih vladal Črni princ in Janez je bil odkupljen za tri milijone zlatih écujev. Takrat se je zdelo, da se je vojna končala, vendar so Francozi leta 1369 nadaljevali sovražnosti in ponovno zavzeli večino izgubljenega ozemlja. Vojna se je končno končala s francosko zmago leta 1453.

## Ozadje
Od normanske osvojitve leta 1066 so angleški monarhi imeli naslove in posesti v Franciji, katerih posedovanje jih je delalo vazale francoskih kraljev. Do prve četrtine štirinajstega stoletja je bila edina pomembna francoska posest, ki so jo Angleži še vedno imeli v Franciji, Gaskonja na jugozahodu. Toda Gaskonja je bila nesorazmerno pomembna: dajatev, ki jo je angleška krona pobirala na vino iz Bordeauxa, glavnega mesta Gaskonje, je skupaj znašala več kot vse druge angleške carinske dajatve in je bila daleč največji vir državnega dohodka. Bordeaux je imel več kot 50.000 prebivalcev, več kot London. in Bordeaux pa je bilo morda še bogatejše. Po vrsti nesoglasij med Filipom VI. Francoskim in Edvardom III., se je 24. maja 1337 Filipov "Veliki svet" strinjal, da je treba ozemlja, ki jih je imel Edvard III. v Franciji, vzeti nazaj v Filipove roke, ker je Edvard III. kršil svoje obveznosti kot vazal. To je pomenilo začetek stoletne vojne, ki je trajala 116 let.
Čeprav je bila Gaskonija vzrok vojne, je Edvard III. lahko namenil le malo sredstev za njeno obrambo. V večini vojnih sezon so se Gaskonci morali zanašati na lastna sredstva in so bili pod velikim pritiskom Francozov. Običajno so Gaskonci lahko zbrali 3.000 do 6.000 mož, velika večina pešcev, čeprav bi jih do dve tretjini bilo vezanih na garnizijo v svojih utrdbah. Leta 1345 in 1346 je [[nrik Grosmont, 1. vojvoda Lancaster| vodil vrsto uspešnih anglo-gaskonskih kampanj v Akvitaniji in uspel premakniti žarišče bojev stran od srca Gaskonije.
Francosko pristanišče Calais je padlo v angleške roke avgusta 1347 po Crécyjski kampanji. Kmalu zatem je bilo podpisano premirje v Calaisu, delno zaradi finančne izčrpanosti obeh držav. Istega leta je kuga dosegla severno Francijo in južno Anglijo in naj bi ubila tretjino prebivalstva Zahodne Evrope; stopnja umrljivosti je bila v južni Angliji več kot 40%. Ta katastrofa, ki je trajala do leta 1350, je začasno ustavila boje. Pogodba je bila skozi leta večkrat podaljšana; to ni ustavilo nenehnih pomorskih spopadov, niti manjših bojev - ki so bili še posebej siloviti v jugozahodni Franciji - niti občasnih bojev večjega obsega.
Pogodba iz Guînes za končanje vojne je bila dogovorjena v Guînesu in podpisana 6. aprila 1354. Vendar pa se je sestava notranjega sveta francoskega kralja Ivana II. spremenila in razpoloženje se je obrnilo proti njenim pogojem. Ivan se je odločil, da je ne bo ratificiral in jasno je bilo, da se bosta od poletja 1355 obe strani zavezali k obsežni vojni. Aprila 1355 sta Edvard III. in njegov svet, z zakladnico v nenavadno ugodnem finančnem položaju, odločila, da bosta tisto leto sprožila ofenzive tako v severni Franciji kot v Gaskoniji. Ivan je poskušal močno garnizirati svoja severna mesta in utrdbe proti pričakovanemu napadu Edvarda III., hkrati pa zbirati vojsko na terenu; to mu ni uspelo, predvsem zaradi pomanjkanja denarja.

### Prihod Črnega princa
Leta 1355 je bil najstarejši sin Edvarda III., Edvard Woodstoški, kasneje znan kot Črni princ, postavljen za poveljnika Gaskonije in je začel zbirati može, ladje in zaloge. V Bordeaux je prispel 20. septembra v spremstvu 2.200 angleških vojakov. Naslednji dan so ga gaskonjski uradniki in dostojanstveniki uradno priznali za kraljevega namestnika v Gaskonji, z polnimi pooblastili. Gaskonjski plemiči so ga okrepili na moč med 5.000 in 6.000 mož in mu priskrbeli ekipo za gradnjo mostov in prečkanje rek ter znaten vojaški oskrbovalni vlak.
Edvard se je 5. oktobra odpravil na chevauchée, kar je bil obsežen konjeniški-roparski napad. Anglo-gaskonjska sila je korakala iz Bordeauxa 300 mi (480 km) do Narbonne—skoraj na sredozemski obali in globoko na francoskem ozemlju—in nazaj v Gaskonjo. Opustošili so širok pas francoskega ozemlja in izropali številna francoska mesta na poti. Janez I., grof Armagnac, ki je poveljeval lokalnim francoskim silam, se je izognil bitki in bojev je bilo malo. Čeprav ni bilo osvojenega ozemlja, je bila Franciji povzročena ogromna gospodarska škoda; sodobni zgodovinar Clifford J. Rogers je zaključil, da "pomena gospodarskega izčrpavanja chevauchée skoraj ni mogoče preceniti." Odprava se je vrnila v Gaskonjo 2. decembra, prehodila je 675 mi (1.086 km).

### 1356
Angleške čete so po božiču nadaljevale ofenzivo iz Gaskonje z velikim učinkom. V naslednjih štirih mesecih je bilo zajetih več kot 50 francoskih mest ali utrdb, vključno s strateško pomembnimi mesti blizu meja Gaskonje, in drugimi, oddaljenimi več kot 80 mi (130 km). Lokalni francoski poveljniki niso poskušali protiukrepov. Več članov lokalnega francoskega plemstva je spremenilo zvestobo Angležem; Črni princ je od njih 24. aprila 1356 prejel fevdalni poklon.
Denarja in navdušenja za vojno je v Franciji primanjkovalo. Sodobni zgodovinar Jonathan Sumption opisuje francosko nacionalno upravo kot "razpadajočo v ljubosumnem prepiru in obtoževanju". Sodobni kronist je zapisal, da je "kralj Francije bil močno osovražen v svojem kraljestvu". Mesto Arras se je uprlo in pobilo lojaliste. Glavni plemiči vojvodine Normandije so zavrnili plačevanje davkov. 5. aprila 1356 je Janez aretiral notorično izdajalskega Karla II., kralja Navare, enega največjih posestnikov v Normandiji in devet drugih njegovih bolj odkritih kritikov; štirje so bili takoj usmrčeni. Normanski plemiči, ki niso bili aretirani, so se za pomoč obrnili na Edvarda.
Edvard III. je ob priložnosti preusmeril odpravo, načrtovano za Bretanjo pod Henrikom Lancasterjem, v Normandijo konec junija. Lancaster se je odpravil z 2.300 možmi in ropal ter požigal svojo pot proti vzhodu po Normandiji. Kralj Janez se je preselil v Rouen z veliko močnejšo silo, v upanju, da bo prestregel Lancasterja. Po razbremenitvi in ponovni oskrbi obleganih utrdb Breteuil in Pont-Audemer so Angleži zavzeli in oplenili mesto Verneuil. Janez je zasledoval, vendar je zapravil več priložnosti, da bi Angleže spravil v bitko in ti so pobegnili. V treh tednih je odprava z malo žrtvami zasegla veliko plena, vključno z mnogimi konji, utrdila nova zavezništva in poškodovala francosko gospodarstvo in ugled. Francoski kralj se je vrnil v Breteuil in ponovno vzpostavil obleganje, kjer je bil še naprej moten od angleških priprav na večjo chevauchée iz jugozahodne Francije.

## Uvod

### Manevri
4. avgusta 1356 se je združena sila 6.000 gaskonskih in angleških borcev odpravila proti severu iz Bergeraca. Spremljalo jih je približno 4.000 neborcev. Vsi borci so bili na konjih, vključno s tistimi, ki bi se vedno borili peš, kot so lokostrelci. 14. avgusta se je anglo-gaskonska vojska razdelila na tri divizije, ki so se premikale proti severu druga ob drugi in začele sistematično pustošiti podeželje. Med bočnimi enotami bi bilo približno 40 mi (64 km), kar bi jim omogočilo, da opustošijo pas francoskega ozemlja, širok več kot 50 mi (80 km), vendar bi se lahko združile, da bi se soočile s sovražnikom v približno enem dnevu. Napredovale so počasi, da bi olajšale svoje naloge plenjenja in uničevanja. Sodobni zgodovinar David Green opisuje napredovanje vojske Črnega princa kot "namerno uničujoče, izjemno brutalno ... metodično in prefinjeno." Napadli in zavzeli so več močnih gradov. Prebivalci večine mest so pobegnili ali se predali ob prvem pogledu na anglo-gaskonske čete. Na splošno je bilo malo francoskega odpora. Če bi bila francoska vojska na tem območju, bi morale anglo-gaskonske sile ostati relativno blizu skupaj, pripravljene, da se podprejo, če bi bile napadene. Odsotnost takšne francoske sile je princu omogočila, da se njegove formacije široko razpršijo, da bi maksimirale svoj uničujoč učinek na francosko podeželje.
Glavna francoska vojska je ostala v Normandiji. Kljub temu, da je bilo jasno, da Breteuil ni mogoče ne zavzeti ne izstradati, se Janez ni mogel odpovedati obleganju, saj bi to spodkopalo njegov ugled kot vojaškega kralja. Zavrnil je pohod proti Črnemu princu, izjavljajoč, da garnizija Breteuila predstavlja resnejšo grožnjo. Nekje avgusta je bil nenavadno velik zvonik ali mobilni oblegovalni stolp potisnjen do obzidja Breteuila in sprožen je bil obsežen napad. Branilci so zvonik zažgali in napad odbili. Sumption opisuje francoske izgube v tem napadu kot "strašne" in celotno drugo obleganje kot "nesmiselno prizadevanje". Zgodovinar Kenneth Fowler opisuje obleganje kot "veličastno, a arhaično". Sčasoma je moral Janez popustiti pritisku, da bi nekaj storil, da bi preprečil uničenje, ki je bilo povzročeno v jugozahodni Franciji. Nekje okoli 20. avgusta je garniziji Breteuil ponudil prost prehod, ogromno podkupnino in dovoljenje, da s seboj vzamejo svoje dragocenosti in blago, kar jih je prepričalo, da so zapustili mesto. Francoska vojska je takoj odkorakala proti jugu, saj so bile vse razpoložljive sile zbrane proti Črnemu princu.
Ko je 28. avgusta slišal, da Janez koraka proti Toursu in je pripravljen na bitko, je Črni princ premaknil svoje tri divizije bližje skupaj in jim ukazal, naj se premaknejo proti Toursu. Bil je tudi pripravljen na odprto bitko, če bi to lahko storil pod pravimi okoliščinami. Še vedno je upal, da bo prečkal reko Loaro, tako da bi se lahko spopadel s francosko vojsko in se povezal z vojsko Edvarda III. ali Lancasterja, če bi bila v bližini. Francoska kraljeva vojska iz Breteuila se je premaknila v Chartres, kjer je prejela okrepitve, zlasti oklepnikov. Janez je poslal domov skoraj vse pehotne kontingente, kar je zmanjšalo francoske stroške plač in pustilo popolnoma konjeniško silo, ki je imela mobilnost in hitrost, da se je lahko kosala z vso konjeniško vojsko Črnega princa. Dvesto škotskih izbranih oklepnikov pod Williamom, lordom Douglasom, se je pridružilo Janezu v Chartresu. Ko je Janez menil, da ima izjemno močno silo, se je ta odpravila proti jugu proti Loari, nato pa proti jugozahodu vzdolž njenega severnega brega. Zgodaj 8. septembra je vojska Črnega princa prispela v Tours, kjer je prejel novico, da Lancaster ni daleč na vzhodu, na drugi strani Loare in upal, da se mu bo kmalu pridružil. Anglo-Gaskonci so se pripravili na bitko in pričakovali skorajšnji prihod Francozov. Toda Janez je prečkal Loaro pri Bloisu, vzhodno od Toursa, 10. septembra, kjer se mu je pridružila vojska njegovega sina Janeza, grofa Poitiersa.
Medtem se pričakovana podpora iz Anglije ni uresničila. V začetku avgusta je aragonska galejska flota, ki je iz Barcelone izplula aprila, prispela v Rokavski preliv. Flota, ki so jo najeli Francozi, je vsebovala le devet galej, vendar je povzročila paniko med Angleži. Edvardovi poskusi, da bi zbral vojsko za pošiljanje v Francijo, so še potekali in ladje so se zbirale. Zbrane čete so bile razdeljene, da bi varovale obalo, ladjam, ki so plule v Southampton, da bi prepeljale vojsko, pa je bilo ukazano, naj ostanejo v pristanišču, dokler galeje ne odplujejo. Nekje avgusta je Lancaster odkorakal proti jugu iz vzhodne Bretanje z vojsko 2.500 mož ali več. Nenavadna višina Loare in francoski nadzor nad njenimi mostovi sta pomenila, da Lancaster ni mogel prečkati in se združiti. V začetku septembra je opustil poskus prisilnega prehoda pri Les Ponts-de-Cé in se vrnil v Bretanjo, kjer je oblegal njeno prestolnico, Rennes.

### Strategija
Anglo-gaskonska vojska je vzdrževala ravnotežje. Medtem, ko ni bilo velikih francoskih sil, ki bi se jim upirale, so se razširile, da bi plenile in uničevale deželo. Toda njihov primarni cilj je bil uporabiti grožnjo uničenja, da bi prisilili ali morda prepričali francosko vojsko, da jih napade. Anglo-Gaskonci so bili prepričani, da bi z obrambnim bojem na terenu po svoji izbiri lahko premagali številčno močnejšo francosko silo. V primeru, da bi bili Francozi preštevilni, so bili enako prepričani, da bi se lahko izognili bitki z manevriranjem. Francozi, zavedajoč se tega pristopa, so običajno poskušali izolirati angleške sile ob reki ali morju, kjer bi jih grožnja stradanja prisilila, da prevzamejo taktično ofenzivo in napadejo Francoze na pripravljenem položaju. Ko je prečkal ||loara|reko Loaro]], je Janez večkrat poskušal postaviti svojo vojsko med Anglo-Gaskonce in Gaskonjo, tako da bi bili prisiljeni poskusiti se prebiti. Medtem pa Črni princ ni želel hitro umakniti se na varno v Gaskonjo, ampak manevrirati v bližini francoske vojske, da bi jo prepričal, da napade pod neugodnimi pogoji, ne da bi bil sam odrezan. Zavedal se je, da se je Janez junija v Normandiji želel boriti proti Lancasterjevi sili in je pričakoval, da se bo to navdušenje za bitko nadaljevalo.

### Premik v stik
Ko je 10. septembra prečkal Loaro in bil okrepljen, se je Janez premaknil, da bi prekinil anglo-gaskonsko umikajočo se črto. Ko je to slišal in izgubil upanje, da se mu bo Lancaster lahko pridružil, je Črni princ premaknil svojo vojsko približno 8 milj južno do Montbazona, kjer je 12. septembra zavzel nov obrambni položaj. Istega dne sta Janezov sin in dedič, Karel, dofen Francije, vstopila v Tours, potem ko sta pripotovala iz Normandije z 1.000 oboroženimi možmi in Hélie de Talleyrand-Périgord, kardinal Périgorda, je prispel v tabor Črnega princa, da bi poskušal pogajati o dvodnevnem premirju v imenu papeža Inocenca VI., Po različnih virih naj bi temu sledila mirovna pogajanja ali dogovorjena bitka. Črni princ je odpustil Talleyranda in vesel, da se bo boril, a zaskrbljen, da bi dvodnevna zamuda pustila njegovo vojsko s hrbtom proti Loari na območju z malo zalogami, je hitro korakal in 13. septembra prečkal reko Creuse pri La Hayeju, 25 mi (40 km) južno. Janez, zavedajoč se, da je številčnejši od Anglo-Gaskoncev, si je prav tako želel, da bi jih uničil v bitki, zato je podobno ignoriral Talleyranda. Francoska vojska je nadaljevala pohod proti jugu vzporedno z Angleži, namesto da bi se premikala neposredno proti njim, z namenom, da bi prekinila njihove umikajoče se in oskrbovalne linije. 14. septembra so Angleži korakali 15 mi (24 km) jugozahodno do Châtelleraulta ob reki Vienne.
V Châtelleraultu je Črni princ menil, da ni geografskih ovir, ob katere bi Francozi lahko priklenili njegovo vojsko in da zaseda ugoden obrambni položaj. Tja je prispel 14. septembra, na dan, ki ga je Talleyrand predlagal za spopad med vojskama, in čakal, da Francozi pridejo k njemu. Dva dni kasneje so njegovi izvidniki poročali, da je Janez obšel njegov položaj in da bo kmalu prečkal Vienne pri Chauvignyju. Na tej točki so Francozi izgubili sled anglo-gaskonske vojske in niso vedeli za njen položaj, vendar so se nameravali postaviti 20 mi (32 km) južno od anglo-gaskoncev in neposredno na njihovi poti nazaj na prijateljsko ozemlje. Črni princ je videl priložnost za napad na Francoze, medtem ko so bili na pohodu, ali morda celo med prečkanjem Vienne in se je zato 17. septembra ob zori odpravil, da bi jih prestregel, pri čemer je pustil svoj prtljago, da ga je sledila, kolikor je le mogla.
Ko je anglo-gaskonska predhodnica dosegla Chauvigny, je večina francoske vojske že prečkala in odkorakala proti Poitiersu. Sila 700 oboroženih mož francoske zaščitnice je bila prestrežena blizu Savigny-Lévescaulta.Sodobni zapisi kažejo, da niso nosili čelad, kar nakazuje, da so bili popolnoma neoklepljeni in niso pričakovali bitke. Hitro so bili poraženi, 240 jih je bilo ubitih ali ujetih, vključno s 3 grofi, ki so bili ujeti. Mnogi Anglo-Gaskonci so zasledovali preostale, bežeče Francoze, čeprav je Črni princ zadržal večino svoje vojske, saj je ni želel razpršiti v neposredni bližini sovražnika in se utaboril v Savigny-Lévescaultu. V odgovor je Janez postavil svojo vojsko pred Poitiersom v bojni red.

### Pogajanja
18. septembra so Anglo-Gaskonci korakali proti Poitiersu, pripravljeni na bitko. Zasedli so močan, skrbno izbran položaj 5 mi (8,0 km) južno od Poitiersa na gozdnatem hribu v Fôret de Nouaillé in ga začeli pripravljati na obrambno bitko: kopali so|jame, da bi ovirali francosko napredovanje (zlasti konjenice) in jarke, ter oblikovali barikade, za katerimi bi se borili. Upali so, da bodo Francozi sprožili improviziran napad. Namesto tega je Talleyrand prijahal, da bi se pogajal. Črni princ sprva ni bil naklonjen odlašanju bitke. Prepričali so ga, da se pogaja o pogojih, potem ko je Talleyrand poudaril, da sta vojski zdaj tako blizu, da če Francozi ne bi napadli, bi se Anglo-Gaskonci skoraj nemogoče umaknili. Če bi poskušali, bi Francozi napadli, z namenom, da bi jih porazili do konca in če bi ostali na svojem položaju, bi jim zmanjkalo zalog pred Francozi. Anglo-Gaskonci so morali ostati zbrani v prisotnosti francoske vojske in večdnevno naporno marširanje je zmanjšalo možnosti za nabiranje hrane. Zaradi tega je hrane skoraj zmanjkalo. Talleyrand ni vedel, da Anglo-Gaskonci že niso mogli najti dovolj vode za svoje konje.
Po dolgotrajnih pogajanjih se je Črni princ strinjal z obsežnimi koncesijami v zameno za prost prehod v Gaskonjo. Vendar so bili odvisni od ratifikacije sporazuma s strani njegovega očeta, Edvarda III. Talleyrandu ali Francozom ni bilo znano, da je Edvard svojemu sinu dal pisno dovoljenje, da si v takšnih okoliščinah "pomaga s sklenitvijo premirja ali prekinitve ognja, ali na kakršen koli drug način, ki se mu zdi najboljši." To je sodobne zgodovinarje privedlo do dvoma o prinčevi iskrenosti. Francozi so te predloge podrobno razpravljali, pri čemer je bil Janez za. Več višjih svetovalcev je menilo, da bi bilo ponižujoče, kot so to videli, imeti na milost in nemilost anglo-gaskonsko vojsko, ki je opustošila toliko Francije, in ji mirno dovoliti pobeg. Janeza so prepričali in Talleyrand je Črnemu princu sporočil, da lahko pričakuje bitko. Poskusi dogovora o mestu bitke so propadli, saj so Francozi želeli, da se Anglo-Gaskonci umaknejo iz svojega močnega obrambnega položaja, Angleži pa so želeli ostati tam. Ob zori 19. septembra je Talleyrand ponovno poskušal urediti premirje, vendar je Črni princ to zavrnil, saj so njegovi vojski že zmanjkovale zaloge.

## Nasprotujoče si sile

### Anglo-gaskonska vojska
Sodobni zgodovinarji na splošno menijo, da je anglo-gaskonska vojska štela 6.000 mož: 3.000 oboroženih mož, 2.000 angleških in valižanskih lokostrelcev in 1.000 gaskonskih pešakov. Slednji so vključevali številne, opremljene bodisi s samostreli bodisi z sulicami, oboji so bili razvrščeni kot lahka pehota. Nekateri sodobni zapisi navajajo nižje številke 4.800 ali 5.000. Razdelitev vojakov med Angleže in Gaskonce ni zabeležena, vendar je prejšnje leto, ko je vojskoval s podobno veliko vojsko, 1.000 prinčevih vojakov bilo Angležev. Vsi Anglo-Gaskonci so potovali na konjih, vendar so vsi ali skoraj vsi razjahali, da bi se borili.
Vojaki obeh vojsk so bili na splošno vitezi ali vitezi v usposabljanju. Izhajali so iz plemstva in so segali od velikih gospodov do sorodnikov in spremljevalcev manjših posestnikov. Morali so se biti sposobni opremiti s popolnim oklepom in bojnim konjem. Pod verižno srajco, ki je pokrivala telo in ude, so nosili prešiti gambeson. To je bilo dopolnjeno z različnimi količinami ploščnega oklepa na telesu in udih, več za bogatejše in izkušenejše moške. Glave so bile zaščitene z bascineti: odprtimi vojaškimi železnimi ali jeklenimi čeladami, z verižno srajco, pritrjeno na spodnji rob čelade, da bi zaščitila grlo, vrat in ramena. Premični vizir (ščitnik za obraz) je ščitil obraz. Nosili so ščite, običajno izdelane iz tankega lesa, prevlečenega z usnjem. Angleški vojaki so bili vsi razjahani. Orožje, ki so ga uporabljali, ni zabeleženo, vendar so v podobnih bitkah uporabljali svoje sulice kot kopja, jih skrajšali za uporabo kot kratka kopja ali se borili z meči in bojnimi sekirami.
Dolgi lok, ki so ga uporabljali angleški in valižanski lokostrelci, je bil edinstven zanje; obvladovanje je trajalo do deset let, izkušen lokostrelec pa je lahko izstrelil do deset puščic na minuto na razdaljo več kot 300 metrov. Računalniška analiza Tehnološke univerze v Varšavi iz leta 2017 je pokazala, da so težke puščice z bodkin konico lahko prodrle v tipičen ploščni oklep tistega časa na razdalji 230 metrov. Globina penetracije bi bila na tej razdalji majhna; predvidena penetracija se je povečala, ko se je razdalja zmanjšala ali proti oklepu slabše kakovosti, kot je bila takrat na voljo. Na kratki razdalji so puščice dolgega loka lahko prebile katero koli praktično debelino ploščnega oklepa, če so zadele pod pravilnim kotom. Lokostrelci so standardno nosili en tulec s 24 puščicami. Med bitko je morda prišlo do ponovne oskrbe z strelivom iz vagonov v zaledju vsaj nekaterim lokostrelcem; lokostrelci so se med premori v boju tudi podali naprej, da bi pobrali puščice.
Anglo-Gaskonci so bili razdeljeni v tri divizije ali "bitke". Eno na levi je poveljeval Thomas, grof Warwick, maršal Anglije in veteran bitke pri Crecyju, kjer je bil varuh Črnega princa. Njegova namestnika sta bila John, grof Oxford in gaskonjski gospod Jean III de Grailly, Captal de Buc; pomagali so jima večinoma gaskonjski gospodje. Poleg 1.000 mož v oklepih je Warwickova divizija vsebovala približno 1.000 lokostrelcev. Lokostrelci so bili postavljeni levo od mož v oklepih. Desni bok je bil pod Williamom, grofom Salisburyjskim, ki ga je zastopal Robert, grof Suffolški in Mauriceom, baronom Berkeleyjskim. Salisburyjeva divizija je, tako kot Warwickova, sestavljala približno 1.000 mož v oklepih in 1.000 valižanskih in angleških lokostrelcev z dolgim lokom. Spet so bili lokostrelci postavljeni na bok mož v oklepih, v tem primeru na desno. Črni princ je prevzel poveljstvo nad osrednjo divizijo, ki je sestavljala može v oklepih in gaskonjsko pehoto: približno 1.000 vsakega, le bočne divizije so vsebovale lokostrelce z dolgim lokom. Imel je dva izkušena borca, Johna Chandosa in Jamesa Audleya, kot svoja namestnika. Sprva je bila prinčeva sila zadržana za drugima dvema divizijama kot rezerva. Vsaka divizija je bila razporejena v štiri do pet mož globoko. Možno je, da je bila še ena, majhna rezerva zadržana za prinčevo divizijo.

### Francoska vojska
Francoska vojska je štela med 14.000 in 16.000 mož: 10.000 do 12.000 je bilo mož v oklepih, 2.000 je bilo samostrelcev in 2.000 je bilo pešcev, ki niso bili uvrščeni med moške v oklepih. Čeprav je večina ali vsi Francozi potovali na konjih, so se v Poitiersu vsi borili peš, razen dveh majhnih skupin konjenikov vitezov, ki so skupaj šteli 300 ali 500 mož. Ti so bili izbrani med Francozi, ki so imeli najboljši oklep, zlasti na svojih konjih; konjski oklep je znan kot barding in uporaba ploščnega oklepa za to je bila nedavna inovacija v Zahodni Evropi. Njihovi jezdeci so bili opremljeni kot pešci v oklepih, razen po vrhunski kakovosti njihovega oklepa. Uporabljali so lesene sulice, običajno iz jesena, z železno konico in približno 13 ft (4 m) dolge; njihovi pešci so obdržali svoje sulice, vendar so jih skrajšali na 5 do 6 ft (1,5 do 1,8 m), da bi jih uporabili kot kratke sulice. Samostrelci so nosili kovinske čelade, brigandine (debele usnjene oklepe z različnimi količinami majhnih kosov ploščnega oklepa, prišitih nanje) in morda verižne hauberke. Samostrelci so se običajno borili za pavises – zelo velikimi ščiti z lastnimi nosilci, za vsakim od katerih so se lahko skrili trije samostrelci. Usposobljen samostrelec je lahko izstrelil svoje orožje približno dvakrat na minuto in je imel krajši učinkovit doseg kot lokostrelec z dolgim lokom približno 220 yd (200 m).
Francoska vojska je bila razdeljena na štiri bojne skupine. Prednjo divizijo je vodil konstabel Francije Walter, grof Briennski. Poleg velikega jedra francoskih mož v oklepih je vključevala 200 škotskih mož v oklepih pod Williamom Douglasom, večino francoske pehote in samostrelcev ter vso njihovo konjenico. Dve majhni skupini konjenice je vodil vsak od dveh maršalov Francije:Arnoul d'Audrehem in Jean de Clermont. Vodilni Francozi so bili približno 550 yd (500 m) od Angležev. Za njimi je bil oddelek, ki sta ga skupaj vodila Janezov 19-letni sin in dedič ter Janezov stric: Karel, dofen, in Peter, vojvoda Bourbonski; Karel je prvič okusil vojno. To formacijo so v celoti sestavljali razjahani vitezi, 4.000 jih je bilo. Tretji oddelek je vodil Janezov mlajši brat Filip, vojvoda Orléanski, prav tako neizkušen v vojni in je bil sestavljen iz približno 3.200 vitezov. Zadnjemu oddelku 2.000 vitezov in negotovem številu samostrelcev, je poveljeval sam kralj.

## Bitka

### Prvi napad
Angleži so spali v svojih obrambnih položajih ali blizu njih in takoj po zori – kar bi bilo ob 5:40 zjutraj – so se Francozi postavili v bojni red, z vodilnimi možmi približno 550 yd (500 m) od angleških položajev. Ko sta se vojski soočali približno dve uri, so Francozi zaznali gibanje med Angleži in verjeli, da se osebni standard Črnega princa umika. Obstaja sodobna razprava o tem, kakšno gibanje se je zgodilo. Nekateri učenjaki so predlagali, da je šlo za gibanje vozov, ki jih je spremljala konjenica iz Warwickovega oddelka; vozovi so bili morda prazni in so se vračali v svoj laager v zaledju ali polni in so se premikali na varnejši položaj stran od frontne črte ali oboje in začetek stopnjevanega umika Angležev. Če je bilo slednje, je bilo njihova spremstvo morda večina ali celoten Warwickov oddelek in gibanje standarda je bilo morda njegovo zamenjano za prinčevo ali pa se je princ umaknil kot drugi del umika. Drug predlog je, da je Črni princ namerno premaknil svoje čete, da bi simuliral umik in izzval francoski napad. Poveljniki vodilnega francoskega oddelka so gibanje razumeli kot popoln angleški umik in ukazali svojim možem, naj napredujejo misleč, da bo to gibanje učinkovito zasledovanje, s čimer so začeli boj.
Audrehemova konjenica je napadla Warwickov oddelek na angleški levi, medtem ko je Clermont napadel Salisburyjevega na desni. V obeh primerih je bil francoski načrt, da odstranijo angleške lokostrelce, medtem ko so jim ognjeno podporo nudili njihovi samostrelci. Vendar so bili lokostrelci v Warwickovem oddelku nameščeni na robu močvirja in ta teren je francoski konjenici preprečil, da bi se z njimi spopadla. Lokostrelci so ugotovili, da jim francoski oklep in konjska oprema preprečujeta učinkovito streljanje. Da bi se dovolj približali, da bi prodrli v francoski oklep, bi morali dolgoloki zapustiti zaščito močvirja, kar bi jih izpostavilo tveganju, da bi jih Francozi povozili. Namesto tega so svoj ogenj usmerili na podporne samostrelce in ker so imeli večjo hitrost streljanja, so jih lahko zatrli. Oxford je spoznal, da so francoski konji večinoma oklepljeni le na sprednjih delih. Nekaj lokostrelcev je popeljal ob robu močvirja na položaj, od koder so lahko streljali v nezaščiteni zadnji del konj. Francoska konjenica je utrpela hude izgube in se umaknila; Audrehem je bil ujet.
Na angleški desni je Clermont napredoval previdneje, nedaleč pred Briennovimi razjahani četami. Odkril je, da Salisburijevi možje branijo debelo živo mejo z eno samo prehodno vrzeljo, dovolj široko za štiri konje drug ob drugem. Francozi, ki so se že zavezali napadu, so poskušali prebiti oborožene može, ki so branili vrzel. Angleški lokostrelci, nameščeni v jarkih blizu in desno od žive meje, naj bi izstrelili 50 puščic na sekundo na Clermontovo skupino konjenice. Pridružili so se jim gaskonjski samostrelci; čeprav so imeli veliko nižjo hitrost streljanja, so lahko prodrli skozi ploščni oklep na daljših razdaljah. Kljub temu ognju je konjenica uspela doseči vrzel v živi meji z malo žrtvami. Tukaj je izbruhnil hud boj. Ker so bili Francozi zdaj ustavljeni in na kratki razdalji, so bili lokostrelci učinkovitejši proti njim. Francozi so bili tudi močno preštevilčeni s strani angleških oboroženih mož in so bili prisiljeni v umik z velikimi izgubami, vključno z ubitim Clermontom.
Viri vsebujejo le podrobnosti o preostalem napadu prve francoske divizije, sestavljene iz mešane sile francoskih in tujih oboroženih mož ter navadne težke pehote. Puščice njihovih podpornih samostrelcev so padale gosto, vendar so se po odbiti konjenici lokostrelci obrnili proti njim in ker so imeli superiorno hitrost streljanja, so jih uspeli prisiliti k umiku kljub njihovi uporabi paviz. Vodja divizije, Brienne, francoski konstabel, je bil ubit, prav tako eden od Talleyrandovih nečakov, Robert of Durazzo, ki je spremljal kardinala med njegovimi pogajanji. Douglas je bodisi pobegnil, da bi si rešil življenje ali pa je bil hudo ranjen in odnesen z bojišča. Glede na velike francoske žrtve se domneva, da je bil napad močno pritisnjen. Ker nekateri sodobni viri povzemajo to fazo bojev z "prva francoska divizija je bila poražena z angleškimi puščicami", mnogi sodobni zgodovinarji tudi domnevajo, da so lokostrelci, še vedno dobro preskrbljeni z municijo, ki je lahko prodrla naravnost skozi oklep na kratki razdalji, igrali pomembno vlogo pri odbitju napada. Črni princ je bil besen zaradi sodelovanja Talleyrandovih sorodnikov in spremljevalcev in ko so mu povedali, da je bil ujet kardinalov sorodnik, châtelain d'Emposte, je ukazal njegovo obglavljenje; njegovi svetovalci so ga hitro prepričali, da je umaknil ukaz.

### Drugi napad
Francoskih preživelih prvega napada, ko so se umikali, ni bilo zasledovanja. Angležem je bilo ukazano, naj zadržijo svoje položaje in izkoristijo priložnost za preoblikovanje, saj se je naslednja francoska divizija že premikala proti njim. Ta divizija, močna 4.000 mož, je napadla silovito. Francozi so napredovali proti stalnemu ognju angleških in valižanskih lokostrelcev, kar je povzročilo veliko žrtev in so bili zmedeni zaradi umikajočih se članov prvega napada. Francozi so se morali prebiti skozi živo mejo, ki so jo branili Angleži, kar jih je postavilo v slabši položaj, vendar so se z Anglo-Gaskonci spopadli v silovitem boju od blizu, ki je trajal dve uri.
Zbrali so se proti dvema vrzelima v živi meji, ob eni priložnosti jim je uspelo potisniti nazaj svoje nasprotnike in se prebiti; lokostrelska sila je bila razporejena, da pokrije ta položaj in njihovo streljanje je pokosilo vodilne Francoze, kar je Anglo-Gaskoncem dalo priložnost za protinapad in preoblikovanje svoje linije. Suffolk, star skoraj 60 let, je jahal za anglo-gaskonsko linijo, vzklikal spodbude, usmerjal okrepitve na ogrožene točke in lokostrelcem govoril, kam naj usmerijo svoje streljanje. Skozi celotno bitko so izkušeni angleški in gaskonski poveljniki lahko manevrirali in premeščali svoje čete na način, ki ga Francozi niso mogli. Francoski poveljniki so večinoma izvajali svoja povelja in njihovi možje so se borili z nepremišljeno hrabrostjo, vendar so bili neprilagodljivi. Anglo-Gaskonci so se lahko v žaru bitke odzvali na francoske grožnje. Sumption to opisuje kot "izjemno", David Green pa omenja "izjemno prilagodljiv taktični odziv". Zgodovinar Peter Hoskins navaja, da je večina Anglo-Gaskoncev, ki so skupaj služili eno leto, "prispevala k disciplini, ki so jo Anglo-Gaskonci pokazali" in meni, da je bil francoski napad nespretno izveden.
Sodobni francoski kronist je ta drugi napad opisal kot "bolj neverjeten, težji in bolj smrtonosen kot drugi". Angleški zapis navaja: "Človek se je besno boril proti človeku, vsak si je prizadeval, da bi ubil svojega nasprotnika, da bi sam preživel." Medtem, ko se je boj nadaljeval, je bil Črni princ prisiljen uporabiti skoraj vse svoje rezerve za okrepitev šibkih točk. Obe strani sta utrpeli veliko žrtev. Audley je bil znan po tem, da je bil ranjen v telo, glavo in obraz in se je še naprej boril za Angleže. Eden od francoskih skupnih poveljnikov Bourbon, je bil ubi, in Dauphinov praporščak je bil ujet. Dauphina sta spremljala dva njegova brata, Ludvik I. Anžujsk in Janez in svetovalci ter telesni stražarji trojice so bili vznemirjeni zaradi intenzivnosti bojev v njihovi bližini in so jih prisilili, da so se umaknili iz prve linije na varnejši položaj. Ko je to videl, se je umaknil tudi preostali del divizije, izčrpan po dveh urah bojev in že demoraliziran zaradi Bourbonove smrti in izgube Dauphinovega praporja. Panike ni bilo in umik je bil urejen. Višji preživeli poveljniki divizije so potrdili premik in preživeli vojaki so se umaknili od Anglo-Gaskoncev.
Ni jasno ali so Anglo-Gaskonci zasledovali Francoze in v kolikšni meri, če sploh. Nekateri sodobni zgodovinarji navajajo, da so Anglo-Gaskonci ponovno ostali na svojih položajih, kot so po odbitju prve francoske divizije. Drugi pišejo o omejenem zasledovanju posameznikov, ki so prekinili vrste ali o popolnem zasledovanju Warwickove divizije, ki je povzročila veliko francoskih žrtev. V vsakem primeru je večina Anglo-Gaskoncev ostala na svojih položajih, oskrbovala ranjence, zabodla francoske ranjence in slekla njihova telesa ter telesa že mrtvih in pobrala vse puščice, ki so jih našli v neposredni bližini, vključno s tistimi, ki so prebadale mrtve in ranjene Francoze. Veliko Angležev in Gaskoncev je bilo ranjenih ali mrtvih, tisti, ki so še stali, pa so bili izčrpani od treh ur divjih in skoraj neprekinjenih bojev.

### Tretji napad
Ko se je Dauphinova divizija umaknila, je v francoskih vrstah zavladala zmeda. Tretja francoska divizija je vsebovala 3.200 vojakov. Njihov poveljnik, Janezov brat vojvoda Orléanski, je z polovico njih in mnogimi preživelimi iz prvih dveh napadov odkorakal stran od bitke. Sodobni viri si glede razlogov za to nasprotujejo. Orléanski je morda mislil, da je urejen umik dauphinove divizije pomenil splošen umik. Po bitki so obstajala uradna poročila, da je Janez Orléanskemu ukazal, naj pospremi njegove štiri sinove na varno, vendar so bila ta splošno zavrnjena in se je govorilo, da so bila izmišljena po dogodku, da bi opravičila vedenje Orléanskega in mož, ki so se z njim umaknili. Trije od Janezovih štirih sinov, vključno z dauphinom, so v tem trenutku zapustili polje; eden, Filip Drzni, se je vrnil k očetu in sodeloval v zadnjem napadu. Od 1.600 mož, ki niso pobegnili s prizorišča, med katerimi so bili nekateri iz Orléanskega ožjega kroga, so se mnogi pridružili kraljevi diviziji zadaj. Ostali so napredovali proti anglo-gaskoncem in sprožili šibek napad, ki je bil zlahka odbit.
Po tem neuspehu je število, morda veliko število mož iz Warwickove divizije zapustilo svoje položaje in zasledovalo Francoze. Ena od motivacij za to bi bil njihov namen zajeti ujetnike, katerih odkupnina bi lahko bila izjemno donosna. Mnogi angleški in valižanski lokostrelci so ponovno pobirali puščice za dolge loke iz neposredne bližine. Od tistih vojakov, ki niso zasledovali, je imela večina rane različnih stopenj resnosti in njihovo zdravljenje je bilo glavna skrb.

### Četrti napad
Janezova četrta francoska divizija je začela bitko z 2.000 vojaki, vključno s 400 izbranimi možmi pod njegovim osebnim poveljstvom. Mnogi preživeli vojaki iz prvih dveh napadov so se zbrali pri kralju, prav tako mnogi iz tretje divizije, ki se niso umaknili z Orléanskim. Nekateri preživeli iz spodletelega tretjega napada so se prav tako umaknili, da bi se pridružili kralju. Te okrepitve so verjetno povečale število vojakov v diviziji na približno 4.000. Janezova divizija je imela tudi veliko, vendar nedoločeno število samostrelcev in pridružili so se jim mnogi preživeli samostrelci iz prvega napada. Sodobni učenjaki se razlikujejo glede tega ali so imeli Francozi ali anglo-gaskonci več mož v tej fazi bitke. Ta zelo velika divizija je prečkala 1 mi (1.600 m) široko vrzel proti zdaj že izčrpanim anglo-gaskoncem, spet vsi kot pehota. Kralj je ukazal, da se razvije francoski sveti prapor, Oriflamme, kar je pomenilo, da se ne smejo jemati ujetniki, pod grožnjo smrti.
Za srednjeveške vojske je bilo običajno, da so se oblikovale v tri divizije; ko so premagali tri francoske divizije, so mnogi v anglo-gaskonski vojski mislili, da je bitke konec. Pogled na nadaljnjo veliko silo, pod kraljevim praporom in z razvitim Oriflamme, jih je potrl. Eden kronistov poroča, da je Črni princ molil na glas, ko se je približevala ta zadnja divizija. Princ je nagovoril svoje izčrpane može v poskusu, da bi okrepil njihovo moralo, vendar so ostali v dvomih o svoji sposobnosti, da odbijejo približujočo se silo. Anglo-gaskonska poveljniška skupina se je posvetovala. Zdelo se je verjetno, da bi bili poraženi, če bi se soočili s četrtim napadom. Odločili so se poskusiti zvijačo. Morda so se spomnili podobne zvijače francoskih sil v bitki pri Lunalongeu leta 1349 in se strinjali, da bodo poslali majhno konjeniško skupino pod gaskonskim lordom Jeanom, Captalom de Buchom, na obkolitveni pohod okoli francoskega boka v poskusu presenetljivega napada na francosko zaledje. Poročilo enega sodobnega kronista, da so se vsi anglo-gaskonski vojaki v tem trenutku ponovno povzpeli na konje, sodobni zgodovinarji na splošno zavračajo. Nekateri sodobni viri navajajo, da je skupina prostovoljcev, ki jo je vodil ranjeni Audley, zajahala in dobila nalogo, da sproži napad neposredno na kralja Janeza, ko se bosta obe sili spopadli – po nekaterih sodobnih poročilih le 4 moški, po drugih 400. Sodobni zgodovinar Michael Jones to opisuje kot "samomorilsko misijo". Drugi sodobni viri trdijo, da so vsi anglo-gaskonci, razen majhne sile Captala de Bucha, ostali razjahani.
Pogled na Captala de Bucha in njegove može, ki so se odpravljali v zaledje, je še bolj potrl anglo-gaskonce, ki so verjeli, da se v strahu izogibajo neizogibnemu porazu. Nekateri možje so pobegnili. Črni princ, zaskrbljen, da se bo njegova vojska zlomila in pobegnila pred francoskim napadom, je dal ukaz za splošni napad. To je okrepilo anglo-gaskonsko moralo in pretreslo Francoze. Disciplina se je ponovno uveljavila in anglo-gaskonci so se premaknili naprej iz svojih obrambnih položajev. Francoski samostrelci so napredovali pred svojimi vojaki in ko so se angleški lokostrelci na bokih anglo-gaskonskih vojakov približali dosegu, so poskušali vzpostaviti premoč v ognju. Francoske samostrelne puščice naj bi "zatemnile nebo". Možje, ki so jih izstreljevali, so se lahko skrivali za pavise in angleškim lokostrelcem je zmanjkovalo puščic po obupnem jutranjem boju. Kljub temu so Angleži uspeli v veliki meri zatreti ta ogenj, dokler se samostrelci niso umaknili, da bi francoskim vojakom omogočili končni napad. Ko so angleški lokostrelci porabili zadnje strelivo, je teh približno 4.000 vojakov poskušalo uporabiti svoje ščite, sklonilo glave pred puščicami in napadlo preživele od 3.000 angleških in gaskonskih vojakov, ki so začeli bitko. Lokostrelci so odvrgli svoje loke in se pridružili boju oboroženi z meči in ročnimi sekirami.
Bitka se je ponovno začela, z ostrimi boji. Zagon anglo-gaskonskega napada so ustavili Francozi, ki so počasi pridobivali premoč v boju. Rogers meni, da bi Francozi zmagali v tem boju, če ne bi posredovali drugi dejavniki. Anglo-gaskonska linija se je začela lomiti, ko so jo okrepili možje iz Warwickove divizije, ki so se vračali iz zasledovanja. To je opogumilo anglo-gaskonce in odvrnilo Francoze. Če se je to zgodilo, je v tem trenutku Audley vodil konjeniški napad, usmerjen neposredno na francoskega kralja. Boji so se nadaljevali, Francozi so se osredotočali na nasprotnike pred seboj. Ko je bila bitka v ravnotežju, je 160 mož Captala de Bucha prispelo neopaženo v francosko zaledje. Njegovih 100 lokostrelcev so razjahali in učinkovito streljali v francosko zaledje – sodobni zapis navaja, da so "močno in grozno prebodli" Francoze – in njegovih 60 oboroženih konjenikov je napadlo v zaledje francoske linije.

Nato so zastave zatrepetale in zastavonoše so padli. Nekateri so bili poteptani, njihova drobovja raztrgana, drugi so izpljuvali lastne zobe. Mnogi so bili trdno prilepljeni na tla, nabodeni. Nemalo jih je izgubilo cele roke, ko so tam stali. Nekateri so umrli, požirajoč kri drugih, nekateri so ječali, zdrobljeni pod težo padlih, mogočne duše so izrekale strašne žalostinke, ko so zapuščale bedna telesa.

Geoffrey le Baker
2.000 mož, ki so prvotno sestavljali Janezovo divizijo, je bilo ob napredovanju dodeljenih v njeno prvo linijo. Možje, ki so se pridružili, potem ko so bile njihove prvotne divizije poražene v enem od prejšnjih treh napadov, so zapolnili vrzel za njimi. Bili so bolj utrujeni kot tisti v prvih vrstah in ker so že sodelovali v neuspešnem napadu, je bila njihova morala krhka. Zaskrbljeni zaradi Warwickove okrepitve in šokirani zaradi nenadnega prihoda Captala de Bucha za njimi, so nekateri začeli bežati z bojišča. Ko se je to gibanje začelo, so jih posnemali drugi in divizija se je razpadla. Večina prvih, ki so pobegnili, je uspela doseči svoje konje in pobegniti, saj so se Anglo-Gaskonci osredotočili na spopadanje s sovražniki, ki so se še borili. Ti so bili potisnjeni nazaj, saj so Anglo-Gaskonci dobili novo moč ob obetih zmage. Francozi, ki so se še borili okoli svojega kralja, so bili prisiljeni v zanko reke Miosson, znano kot Champ d'Alexandre. Do takrat so bili obkroženi in razdeljeni v majhne skupine.
Mnogi od teh mož so bili elita francoske vojske: Janezovi osebni telesni stražarji, visoki plemiči ali člani "Reda zvezde". (Slednji so vsi prisegli, da se ne bodo umaknili iz bitke.) Boj je bil brutalen, saj se ti možje niso hoteli predati. Njihova stvar je bila očitno brezupna in Anglo-Gaskonci so jih bili željni ujeti – da bi jih lahko odkupili – namesto da bi jih ubili, zato so bili mnogi ujeti. Zastavonoša Oriflamme je bil ubit in sveta zastava ujeta. Obkrožena s sovražniki sta se Janez in njegov najmlajši sin Filip predala.

### Čiščenje
Francozi, ki so pobegnili kmalu po prihodu sil Captala de Bucha, so na splošno dosegli svoje konje in uspeli pobegniti. Ko se je Janezova divizija očitno umikala, so se mnogi Anglo-Gaskonci povzpeli na konje in jih zasledovali. Veliko število jih je zasledovalo Francoze, ki so bežali proti tistemu, kar so mislili, da je varnost Poitiersa. Njegovi meščani, ki so se bali Anglo-Gaskoncev, so zaprli vrata in zasedli obzidje ter zavrnili dostop. Konjeniški Anglo-Gaskonci so ujeli francoske vojake, ko so se zbirali pred vrati in jih pobili. Pomanjkanje omembe kakršne koli ponujene milosti kaže, da so bili Francozi navadni vojaki, ne pa oboroženi možje, ki bi jih bilo finančno ugodno ujeti, da bi jih zadržali za odkupnino. Francoski tabor je preplavila anglo-gaskonska konjenica. Drugod so se Anglo-Gaskonci razširili v divjem zasledovanju. Francoski oboroženi možje, ki niso uspeli doseči svojih konj, so bili ujeti ali, občasno, ubiti. Tisti, ki so se povzpeli na konje, so bili pogosto zasledovani:"some were caught and captured, some fought off their pursuers", medtem ko je večina pobegnila. Šele zvečer so se zadnji Anglo-Gaskonci vrnili v svoj tabor z ujetniki.

### Žrtve
Po različnih sodobnih virih je bilo med bitko ujetih 2.000 do 3.000 francoskih vojakov in 500 ali 800 navadnih vojakov. Poleg kralja in njegovega najmlajšega sina so bili med njimi tudi nadškof iz Sensa, eden od dveh maršalov Francije in senešali Saintongeja, Toursa in Poitouja. Približno 2.500 francoskih vojakov je bilo ubitih, prav tako 3.300 navadnih vojakov po angleških poročilih ali 700 po francoskih. Med padlimi so bili kraljev stric; veliki konstabel Francije; drugi maršal; škof iz Châlonsa; in Johnov praporščak, Geoffroi de Charny. Sodobnik je menil, da so Francozi utrpeli "veliko škodo, veliko usmiljenje in nepopravljivo škodo". Anglo-Gaskonci so utrpeli veliko ranjenih, vendar so poročali o le 40 do 60 mrtvih, od katerih so bili le 4 vojaki. Hoskins komentira, da se ti "zdijo neverjetno nizki". Sodobni viri ocenjujejo anglo-gaskonske žrtve na približno 40 vojakov in negotovo, a veliko večje število lokostrelcev in druge pehote.

## Posledice

### Pohod v Bordeaux
Francozi so bili zaskrbljeni, da bodo zmagoviti Anglo-Gaskonci poskušali zavzeti Poitiers ali druga mesta, ali nadaljevali svoje pustošenje. Črni princ je bil bolj zaskrbljen, kako varno spraviti svojo vojsko z ujetniki in plenom nazaj v Gaskonjo. Zavedal se je, da je veliko Francozov preživelo bitko, vendar ni bil seznanjen z njihovo kohezijo ali moralo. Anglo-Gaskonci so se 20. septembra premaknili 3 milje južno in oskrbeli ranjence, pokopali mrtve, izpustili nekatere ujetnike in reorganizirali svoje formacije. 21. septembra so Anglo-Gaskonci nadaljevali svoj prekinjeni pohod proti jugu, potovali so počasi, preobremenjeni s plenom in ujetniki. 2. oktobra so vstopili v Libourne in počivali, medtem ko so v Bordeauxu pripravljali zmagoslavni vstop. Dva tedna kasneje je Črni princ pospremil krlaja Janeza v Bordeaux med ekstatičnimi prizori.

### Mir
Rogers opisuje chevauchée Črnega princa kot "najpomembnejšo kampanjo stoletne vojne". Po njej so angleške in gaskonske sile široko pustošile po Franciji, ob majhnem ali nikakršnem odporu. Ker ni bilo učinkovite centralne oblasti, je Francija razpadla v skorajšnjo anarhijo. Marca 1357 je bilo dogovorjeno dvoletno premirje. Aprila je Črni princ odplul v Anglijo, v spremstvu svojega ujetnika kralja Janeza in pristal v Plymouthu 5. maja. Nadaljevala sta pot v London, kjer sta bila sprejeta z navdušenjem. Dolgotrajna pogajanja med Johnom in Edvardom III. so maja 1358 privedla do prvega Londonskega sporazuma, ki bi končal vojno z velikim prenosom francoskega ozemlja na Anglijo in plačilom odkupnine za Johnovo svobodo. Francoska vlada ni bila navdušena in tako ali tako ni mogla zbrati prvega obroka odkupnine, kar je povzročilo prenehanje veljavnosti pogodbe. Kmečki upor, znan kot jacquerie, je izbruhnil v severni Franciji spomladi 1358 in bil krvavo zatrt junija. Končno sta se Janez in Edvard dogovorila o Drugi londonski pogodbi, ki je bila podobna prvi, le da bi bile še večje površine francoskega ozemlja prenesene na Angleže. Maja 1359 sta jo podobno zavrnila dofen in Generalni stanovi Francije.
Oktobra 1359 je [[Edvard III.[[ vodil še eno kampanjo v severni Franciji. Francoske sile ji niso nasprotovale, vendar ni mogla zavzeti nobenega močno utrjenega kraja. Namesto tega se je angleška vojska razširila in šest mesecev pustošila velik del regije. Obe državi sta težko financirali nadaljevanje sovražnosti, vendar nobena ni bila nagnjena k spremembi svojega stališča do predlaganih mirovnih pogojev. 13. aprila 1360, blizu Chartresa, je močan padec temperature in močna toča ubila veliko angleških tovornih konj in nekaj vojakov. Edvard je to vzel kot božji znak in ponovno začel pogajanja, neposredno z dofenom. Do 8. maja je bila dogovorjena pogodba iz Brétignyja, ki je v veliki meri ponovila Prvo londonsko pogodbo ali Pogodbo iz Guînesa. S to pogodbo so bila velika območja Francije prepuščena Angliji, da bi jih osebno vladal Črni princ, Janez pa je bil odkupljen za tri milijone zlatih écu. Rogers navaja: "Edvard je pridobil ozemlja, ki so obsegala celo tretjino Francije, ki naj bi jih imel v polni suverenosti, skupaj z ogromno odkupnino za ujetega kralja Janeza – njegovi prvotni vojni cilji in še veliko več." Poleg Janeza je bilo s podpisom te pogodbe končno izpuščenih šestnajst višjih plemičev, ujetih pri Poitiersu. Takrat se je zdelo, da je to konec vojne, vendar so se obsežni boji ponovno razplamteli leta 1369 in stoletna vojna se ni končala do leta 1453, s francosko zmago, ki je pustila le Calais v angleških rokah.